# Gerhard Hasse

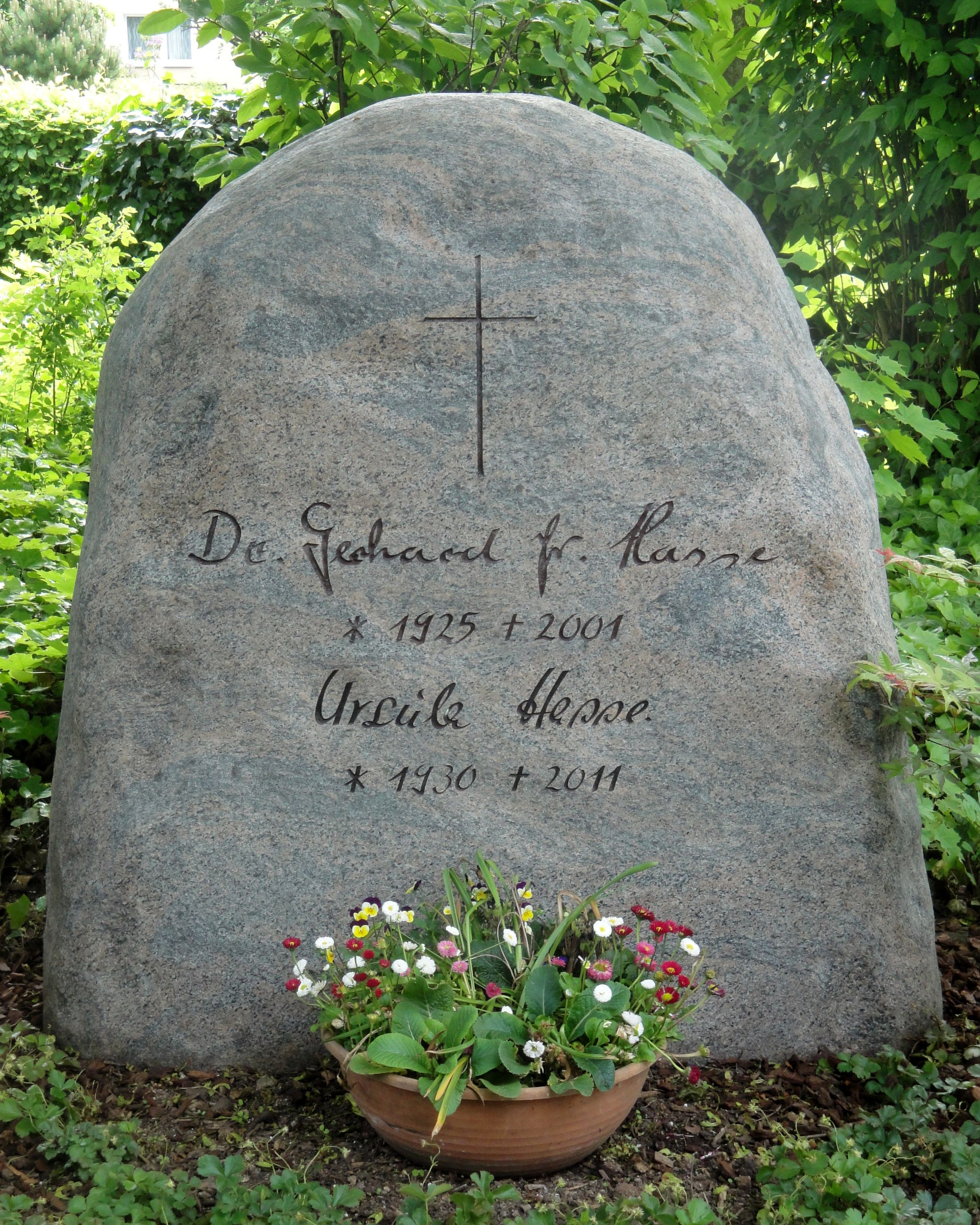
Grabstein von Gerhard Hasse und seiner Frau Ursula auf dem Hauptfriedhof in Eisenach

Gerhard Friedrich Hasse (* 7. April 1925 in Kirchmöser, Kreis Jerichow II, Provinz Sachsen; † 9. September 2001 in Eisenach, Thüringen) war ein deutscher Chirurg und Bürgerrechtler in der DDR.

## Leben und Wirken
Gerhard Hasse wurde 1925 in Kirchmöser (Provinz Sachsen) als Sohn eines Pfarrers geboren. Er besuchte das Humanistische Gymnasium in Halle (Saale). Danach begann er 1943 ein Medizinstudium an der Militärärztlichen Akademie in Berlin, das er an der Deutschen Karls-Universität in Prag fortsetzte. 1942 hatte er sich als Kriegsfreiwilliger gemeldet und war alternierend zum Studium als Feldunterarzt eingesetzt. Nach dem Krieg studierte Hasse in Kiel weiter, legte dort 1948 das Staatsexamen ab und wurde im gleichen Jahr promoviert. Nach Pflichtassistenz, Tätigkeit in der Pathologie und der Inneren Medizin in verschiedenen mitteldeutschen Städten absolvierte Hasse von 1953 bis 1957 an der Friedrich-Schiller-Universität Jena unter Kuntzen die chirurgische und bei Hutschenreuter eine anästhesiologische Facharztausbildung. Von 1957 bis 1960 arbeitete Hasse am St.-Vincenz-Krankenhaus in Heiligenstadt als Oberarzt an der Chirurgisch-Gynäkologischen Abteilung. Von 1960 bis 1992 war er Chefarzt des Diakonissen-Krankenhauses in Eisenach.
Hasse wird als leidenschaftlicher Chirurg geschildert. Besonders engagiert war er in der ärztlichen und Pflegeausbildung. Er leitete die Krankenpflege-Schule in Eisenach. Als einer der ersten Ärzte in der DDR konnte Hasse mit einem westlichen Gastroskop 1974 die Magenspiegelung einführen.
Hasse war – nach eigener Auskunft – in seiner Soldatenzeit gläubiger Christ geworden und in der Evangelischen Kirche aktiv. Er wurde Vorstandsmitglied der Arbeitsgemeinschaft Christlicher Ärzte in der DDR und war von 1980 bis 1992 Mitglied im Exekutivkomitee des Internationalen Kongresses Christlicher Ärzte (ICCP) mit Sitz in London. Über Jahre war Hasse auch Synodaler der Thüringischen Landessynode und der Bundessynode.
Hasse war im Oktober 1989 Mitbegründer des Demokratischen Aufbruchs (DA) in Eisenach, dessen Vorsitzender er im Dezember wurde. Er arbeitete als „Feierabendpolitiker“ am Runden Tisch, im Bürgerkomitee und in der Ärzteinitiativgruppe des Kreises Eisenach mit. Vom 4. bis 8. Dezember 1989 beteiligte sich Hasse führend an der Auflösung der Kreisdienststelle des MfS. Nach Selbstauflösung des DA, dessen Ehrenvorsitzender er noch wurde, gründete Hasse die kommunalpolitische Vereinigung Bürger für Eisenach mit, für die er von 1990 bis 2001 Mitglied im Stadtrat war. Er war Gründungspräsident des Rotary Clubs Eisenach. Hasse engagierte sich auch als Mitgründer des Seniorenbeirats, war Seniorenbeauftragter der Stadt Eisenach der Thüringischen Landeskirche, Vorstandsmitglied des Evangelischen Seniorenwerks Deutschland und Mitglied der Bundessenioren-Vertretung. Er sang auch im Bachchor Eisenach mit.
Hasse drängte hartnäckig auf die dringend notwendige Rekonstruktion des 1926 für die Gefallenen des Ersten Weltkriegs geschaffene Ärztedenkmals in Eisenach, das vor dem Diakonissenhaus am Karlsplatz steht. Das Ehrenmal konnte mit erweiterter Widmung anlässlich des 100. Deutschen Ärztetages in Eisenach 1997 spendenfinanziert wieder der Öffentlichkeit übergeben werden. Hasse wurde Ehrenpräsident des Ärztetages, den er mit eröffnete.
Hasse heiratete 1952 seine Frau Ursula. Aus der Ehe gingen vier Kinder hervor.

## Ehrungen
- Medizinalrat (DDR) 1978
- Ehrenvorsitzender des 100. Deutschen Ärztetags in Eisenach 1997
- Bundesverdienstkreuz am Bande (18. April 1996), „für besondere soziale Verdienste“, auf der Wartburg verliehen durch Bundesminister Norbert Blüm
- Thüringer Rose des Thüringer Sozialministeriums für Verdienste im Ehrenamt
- Ehrenmitglied der Arbeitsgemeinschaft Christlicher Ärzte des Diakonischen Werkes in der DDR
- Kronenkreuz in Gold des Diakonischen Werkes
- Dr.-Gerhard-Hasse-Straße in Eisenach nach dem „Arzt und Bürgerrechtler 1989/90“